# Episodi de Il giovane Montalbano (seconda stagione)
La seconda e ultima stagione della serie televisiva Il giovane Montalbano è stata trasmessa in prima visione assoluta in Italia da Rai 1 dal 14 settembre al 19 ottobre 2015.
| nº | Titolo                                 | Prima TV Italia   |
| -- | -------------------------------------- | ----------------- |
| 1  | L'uomo che andava appresso ai funerali | 14 settembre 2015 |
| 2  | La stanza numero due                   | 21 settembre 2015 |
| 3  | Morte in mare aperto                   | 28 settembre 2015 |
| 4  | La transazione                         | 5 ottobre 2015    |
| 5  | Il ladro onesto                        | 12 ottobre 2015   |
| 6  | Un'albicocca                           | 19 ottobre 2015   |

## L'uomo che andava appresso ai funerali
- Tratto da: L'uomo che andava appresso ai funerali (Un mese con Montalbano) e Doppia indagine (Morte in mare aperto e altre indagini del giovane Montalbano)[2]
- Diretto da: Gianluca Maria Tavarelli
- Scritto da: Andrea Camilleri e Francesco Bruni

### Trama
L'inspiegabile omicidio di Pasqualino Cutufà, cinquantenne ucciso a freddo con un colpo di pistola al capo, meraviglia tutti coloro che lo avevano conosciuto come persona mite e riservata che aveva l'innocua mania di seguire i carri funebri. L'evento parrebbe legato al geometra Guarraci, ex imprenditore edile oramai in bancarotta, che nel passato era stato datore di lavoro della vittima con la quale aveva ancora un contenzioso lavorativo aperto. Il geometra durante il confronto con gli inquirenti manifesta il sospetto che sua moglie, irreperibile da qualche ora, possa essere stata oggetto di un rapimento. La donna, che al momento della sparizione era diretta dalla sorella e portava con sé una borsa contenente una cifra ingente in contanti, dopo nove giorni dalla scomparsa viene ritrovata morta e l'autopsia rivela che è stata uccisa per strangolamento il giorno stesso del suo sequestro. Al commissario Montalbano e alla sua squadra tocca il compito di investigare su due filoni di indagini districandosi fra sospetti, mezze verità, menzogne e depistaggi, per giungere a scoprire l'identità degli assassini.
- Altri interpreti: Serena Iansiti (Stella Parenti), Ottavio Amato (Ernesto Guarraci), Bruno Torrisi (Jacopo Cutufà), Giovanna Di Rauso (Marisa Lo Schiavo), Luciano Messina (Calogero), Mimma Lovoi (Teresa Cutufà), Maurizio Bologna (Pippo Ragonese), Giuseppe Alagna (Gegè Nicotra), Felice Modica (Pasqualino Cutufà), Daniela Macaluso (Lia Bonocore)
- Ascolti Italia: telespettatori 5 560 000 - share 23,52%[3]

## La stanza numero due
- Tratto da: La stanza numero 2 (Morte in mare aperto e altre indagini del giovane Montalbano), I due filosofi e il tempo e La lettera anonima (Un mese con Montalbano)[4]
- Diretto da: Gianluca Maria Tavarelli
- Scritto da: Andrea Camilleri e Francesco Bruni

### Trama
L'hotel Riviera va a fuoco sotto gli occhi del commissario Montalbano che tenta senza successo di salvare un cliente rimasto intrappolato fra le fiamme. L'incendio è di natura dolosa; il proprietario, Aurelio Ciulla, è assicurato ma dimostra la sua estraneità alla devastazione dell'albergo. Le indagini si muovono scavando nella vita privata di alcuni clienti scampati al fuoco, mentre una pista porta Montalbano a contatto con Saverio Custonaci, un negoziatore immobiliare che si è riciclato come mediatore fra interessi mafiosi, e che ultimamente è intervenuto come paciere fra le due cosche rivali dei Cuffaro e dei Sinagra. Mentre il progredire delle ricerche è inframezzato dai primi preparativi per il futuro matrimonio fra Montalbano e la sua fidanzata Livia, avviene l'esecuzione di stampo mafioso di un uomo dei Cuffaro, che sembrerebbe dimostrare il fallimento dell'opera di mediazione. Sempre più prepotente emerge l'enigma della stanza numero 2, su cui si accentrano le attenzioni della Polizia per capire se uno dei clienti potesse essere il bersaglio del fuoco: il proprietario dell'albergo afferma che la sera dell'incendio quella stanza era vuota; un altro cliente testimonia di aver sentito trambusto provenire da quella camera al levarsi delle fiamme; Custonaci conferma al commissario che quella sera il proprietario, diversamente dal solito, lo aveva dirottato in un'altra stanza dell'albergo, asserendo che la 2 era già occupata. E mentre il fuoco avvolgeva l'hotel, un'auto bianca guidata da una donna si allontanava dal luogo dell'incendio. Il mistero si risolve in un confronto a tre nella stanza del commissariato di Vigata.
- Altri interpreti: Enrico Lo Verso (Ettore Manganaro), Antonio Alveario (Aurelio Ciulla), Nicola Rignanese (Saverio Custunaci), Bruno Crucitti (ingegner Zappulla), Gigi Borruso (Commissario Pippo Lo Verde), Aglaia Mora (signora Scibbelli), Franco Sciacca (Don Luigi Barbera), Federico Rosati (Giuseppe Pulvirenti), Serena Lupo (Carmela Pulvirenti), Rosario Terranova (Annibale Padalino), Roberta Procida (Serena Perritore), Luca Gharsallah (Cristian Scibbelli), Giorgio Magnato (Professore Guglielmo La Rosa), Luana Toscano (Antonia Ciulla),
- Ascolti Italia: telespettatori 5 120 000 - share 21,98%[5]

## Morte in mare aperto
- Tratto da: Morte in mare aperto (Morte in mare aperto e altre indagini del giovane Montalbano) e Una Cena speciale (Capodanno in giallo)[6]
- Diretto da: Gianluca Maria Tavarelli
- Scritto da: Andrea Camilleri e Francesco Bruni

### Trama
La strana morte violenta avvenuta in alto mare di un membro del peschereccio Carlo III, avvolta da reticenze, omertà ed elementi anomali, fa nascere i sospetti del commissario Montalbano che, indagando fra i pescatori di Vigata e fra i familiari della vittima e dell'omicida, ricostruisce le tessere del mosaico che mostra i reali obiettivi della flotta di Matteo Cosentino, uomo legato all'organizzazione mafiosa dei Cuffaro. Al clan rivale dei Sinagra appartiene Antonio Barreca, che seppur latitante e ormai abbandonato dalla protezione della cosca, lancia intimidazioni nei confronti della famiglia della sua ex fidanzata minacciando azioni violente nel caso in cui la ragazza non lo raggiunga nei luoghi della propria clandestinità, e in un caso mette in atto un avvertimento trasversale esplosivo. Durante un conflitto a fuoco, Montalbano uccide il killer Barreca con cui era incidentalmente venuto a contatto: questo violento fatto mette fortemente in crisi la fidanzata del commissario, Livia, che decide di riconsiderare la prospettiva di sposarlo interrompendo i preparativi per le nozze. Alla fine Montalbano ottiene con astuzia le prove dei traffici illeciti operati da Cosentino per conto del clan mafioso.
- Altri interpreti: Domenico Centamore (Matteo Cosentino), Giusy Buscemi (Anita Lodato), Alessandra Costanzo (Adelina), Orio Scaduto (Angelo Sidoti), Giovanni Carta (Avvocato Guttadauro), Luigi Tabita (Gaetano "Tano" Cipolla), Maurizio Bologna (Ragonese), Naike Anna Silipo (Michela Guarano), Lucia Lore (Daniela Guarano), Biagio Barone (Vincenzino), Gino Bonanno (Gasparino Lodato)
- Ascolti Italia: telespettatori 5 143 000 - share 20,65%[7]

## La transazione
- Tratto da: La transazione (Morte in mare aperto e altre indagini del giovane Montalbano), Il patto e La veggente (Un mese con Montalbano)
- Diretto da: Gianluca Maria Tavarelli
- Scritto da: Andrea Camilleri e Francesco Bruni

### Trama
La sede di Vigata della Banca Rurale di Montelusa viene svaligiata di notte ed è asportato il contenuto delle sessanta cassette di sicurezza. Il direttore, uomo legato alla cosca dei Sinagra, praticava anche lo strozzinaggio nei confronti di coloro che richiedevano un prestito. Nelle sue indagini, Montalbano ha modo di allacciare una relazione con la seducente direttrice di un'altra banca della cittadina, anche se è tormentato dal ricordo della fidanzata con la quale da un mese ha interrotto i rapporti. L'episodio del furto e tutto ciò che lo contorna vede protagonisti in ruoli diversi i Sinagra e i rivali della cosca dei Cuffaro, che addiverranno a un accordo, una "transazione", per ristabilire la pax mafiosa. La storia si intreccia con l'uccisione di Corrado Militello con un colpo di arma da fuoco. Il giorno prima una sensitiva, Eva Richter, lo aveva riconosciuto con i suoi poteri paranormali come "l’assassino". Si scopre in seguito dalle parole della Richter che nel 1943 Militello era andato in nord Italia, si era arruolato nelle brigate nere e aveva ucciso a sangue freddo un partigiano, fratello della donna. Ma il movente dell'uccisione non è la vendetta, bensì un amore tradito che affonda le radici nel 1935.
- Altri interpreti: Serena Iansiti (Stella Parenti), Paola Sambo (Eva Richter/Eva Riccardi), Guia Jelo (Nunzia Caretto), Alessandra Costanzo (Adelina), Elisabetta Carta (Angela Clemenza), Federico Cimò (Vittorio Barracuda), Leonardo Marino (professor Angelo Rizzitano), Marco Iannitello (Angelo Curreli), Ninni Picone (Carmelo Provvisorio)
- Ascolti Italia: telespettatori 5 556 000 - share 22,38%[8]

## Il ladro onesto
- Tratto da: Il ladro onesto e Il biglietto rubato (Morte in mare aperto e altre indagini del giovane Montalbano)
- Diretto da: Gianluca Maria Tavarelli
- Scritto da: Andrea Camilleri e Francesco Bruni

### Trama
Pamela Bianchi, avvenente e disponibile banconista, dopo la serata di domenica non si è più presentata al lavoro preoccupando il gestore del bar in cui lavorava; è stata vista per l'ultima volta il lunedì successivo, quando ha ritirato tutto dalla banca e si è fatta accompagnare in stazione, dando segni di nervosismo e di apprensione. Viene successivamente ritrovata senza vita ai piedi di un tratto ferroviario sopraelevato, e l'autopsia rivelerà che è morta per strangolamento. Nel frattempo a Vigata si registrano furti di cifre irrisorie. Il responsabile è un sessantenne, estremamente abile nell'uso di chiavi false, da poco uscito di prigione, con il quale Montalbano instaura una relazione fatta di comprensione e di simpatia umana. Proprio grazie a questo rapporto, il "ladro onesto" aiuterà Montalbano a sventare il tentativo di estorsione ai danni di un professionista benestante di Vigata, meritandosi quel lavoro che aveva cercato invano per tutta la vita. E il commissario, con l'aiuto del suo ex collega Carmine Fazio, scorrendo l'agenda di Pamela Bianchi scoprirà il nome di chi, per un tragico equivoco, ha ucciso la ragazza.
- Altri interpreti: Serena Iansiti (Stella Parenti), Gaetano Aronica (Michele Gangitano), Dario Veca (Totò Barletta), Giuditta Perriera (Rosalia Insalaco), Lodovica Mairè Rogati  (Pamela/Ernesta Bianchi), Alessandro Giuggioli (Munno), Luciano Messina (Calogero), Angelo Tosto (Avvocato Antonio Mascolo), Giovanni Argante (Carlo Puma), Emma Cardillo (Signora Todaro), Claudio Casisa (Pitrino), Mariuccia Cannata (Agata Gioeli), Marco Gambino (Beniamino Dimeli), Alessandro Agnello (Michele Turrisi), Antonio Fulfaro (Donato Butera),
- Ascolti Italia: telespettatori 5 647 000 - share 21,79%[9]

## Un'albicocca
- Tratto da: Un'albicocca (Morte in mare aperto e altre indagini del giovane Montalbano) e Notte di Ferragosto (Ferragosto in giallo)
- Diretto da: Gianluca Maria Tavarelli
- Scritto da: Andrea Camilleri e Francesco Bruni

### Trama
Livia è appena arrivata in Sicilia per curare il trasloco di Montalbano, in vista del suo trasferimento a Genova per stare vicino alla fidanzata. Percorrendo una litoranea nei pressi di Vigata i due notano, in prossimità di una curva, un muretto sfondato: nella scarpata, un'auto appena schiantatasi con una ragazza morta alla guida. Ma qualcosa non convince Montalbano: come confermato dalla scientifica, non si rileva alcun segno di frenata, e la posizione della carcassa farebbe pensare che l'auto procedesse ad andatura lenta; inoltre l'esame autoptico rivela che la donna è stata uccisa ben prima dell'incidente, e in gola le viene trovato l'osso di un'albicocca, frutto al quale tuttavia la ragazza era allergica. Le indagini ruotano attorno alla casa di moda per la quale la donna, Annarosa Testa, lavorava come modella. Ma le investigazioni rivelano che la maison è in realtà una copertura per loschi traffici con il Sudamerica; Annarosa, avendo scoperto tutto, è stata uccisa dal direttore amministrativo dell'azienda, con cui aveva avuto una relazione sentimentale; ma, divenuto scomodo, anche lui a sua volta viene soppresso. Chiuso il caso con l'individuazione della dinamica degli omicidi, il commissario è adesso pronto a trasferirsi a Genova: la sua casa di Marinella è ormai vuota, Montalbano con malinconia si sofferma solitario sugli squarci di Vigata a lui così familiari e che dovrà abbandonare, sulle amicizie che ha cementato, sull'affetto dimostrato dai colleghi. Sale in macchina diretto al Nord nel pomeriggio del 23 maggio 1992, tuttavia, quando si ferma a Vigata per fare un ultimo saluto ai suoi colleghi, viene a conoscenza delle drammatiche notizie sull'attentato a Giovanni Falcone, che lo indurranno a non lasciare la Sicilia.
- Altri interpreti: Claudio Castrogiovanni (Giuliano D’Antonio), Lucia Cammalleri (Carla Ramirez), Roberto Mantovani (Giovanni Testa), Alessandro Giuggioli (Munno), Luciano Messina (Calogero), Serena Ganci (Marzia Rocca), Osvaldo Livio Alzari (Riccardo Ramirez), Marianna Jenser (Karen), Angelo Grandi (Marcello Pennisi), Roland Litrico (Giuseppe "Pippo" Boscolo), Mariela Garriga (Annarosa Testa), Roberta Caronia (Veronica D'Antonio), Rosa Canova (fruttivendola), Dino Spinella (Antonio Mauretano)
- Ascolti Italia: 5 885 000 - share 22,51%[10]